# 일 욘손
일 욘손(Jill Johnson, 1973년 5월 24일 ~ )은 스웨덴의 싱어송라이터이다.